# Oswaldo Cruz
Oswaldo Gonçalves Cruz (São Luís do Paraitinga, 5 de agosto de 1872 - Petrópolis, 11 de febrero de 1917) fue un científico, médico, bacteriólogo, epidemiólogo y sanitario brasileño.
Fue pionero en los estudios de enfermedades tropicales y en medicina experimental en el Brasil. Fundó en 1900 el “Instituto Sueroterapéutico Nacional”, en el barrio de Manguinhos en la ciudad de Río de Janeiro, el cual se transformará posteriormente, en su honor, en el Instituto Oswaldo Cruz, hoy reconocido internacionalmente.
Oswaldo Cruz es admirado en la actualidad en el Brasil como uno de los prohombres de la patria y universalmente considerado como uno de los luchadores más famosos, que con las armas de la ciencia, han combatido a las enfermedades.

## Biografía
El Dr. Oswaldo Cruz nace el 5 de agosto de 1872, en la ciudad de São Luís do Paraitinga, Brasil. Hijo del también médico Bento Gonçalves Cruz, y de Amália Taborda Bulhões Cruz. En 1877 su familia se muda a Río de Janeiro – Brasil, y diez años más tarde, Oswaldo Cruz ingresa a la Facultad de Medicina de Río de Janeiro en 1887, graduándose en 1892. Un año después contrae matrimonio con Emília da Fonseca, hija de un opulento caballero portugués; del matrimonio con Emília tendrán seis hijos: Elisa, Bento, Hercília, Oswaldo, Zahra (quien viviría solamente 1 año) y Walter. Hacia 1896 se traslada con su nueva familia a París para cursar estudios en el Instituto Pasteur en París - Francia, donde fue discípulo de Émile Roux, quien era el director en la época. Vuelve al Brasil en 1899, donde organizó la lucha contra la peste bubónica, enfermedad existente en Santos (São Paulo) y en otras ciudades portuarias brasileñas. Demostró que la epidemia era incontrolable sin el empleo de un suero adecuado. Como la importación era lenta para la época, propuso al gobierno la fundación de un instituto para la producción. Entonces creó el “Instituto Sueroterapéutico Nacional” en 1900, cuya dirección asumió en 1902. Fue nombrado Director de Salud Pública en 1903, desde donde coordinó las brigadas de mata mosquitos encargados de eliminar los focos de los insectos transmisores. Convenció al Presidente Rodrigues Alves a decretar la vacunación obligatoria, lo que provocó una rebelión popular y además otra de la Escuela Militar, en 1904, contra lo que consideraban una invasión de sus casas por la vacunación forzada; este hecho fue conocido como la “Revuelta de la Vacuna”.
Fue premiado en el XVI Congreso Internacional de Higiene y Demografía, convocado en Berlín, Alemania (1907), y deja la Salud Pública en (1909).
Dirigió la campaña de erradicación de la fiebre amarilla en Belén de Pará, Brasil y estudió las condiciones sanitarias de las sabanas del río Amazonas y de la región donde sería construida la estación de Ferrocarril Madeira – Mamoré. En 1916 ayudó a fundar la Academia Brasileña de las Ciencias y ese mismo año asumió la alcaldía de Petrópolis (Río de Janeiro). Enfermo, fallecerá un año después, no habiendo completado su mandato.

## Reconocimientos

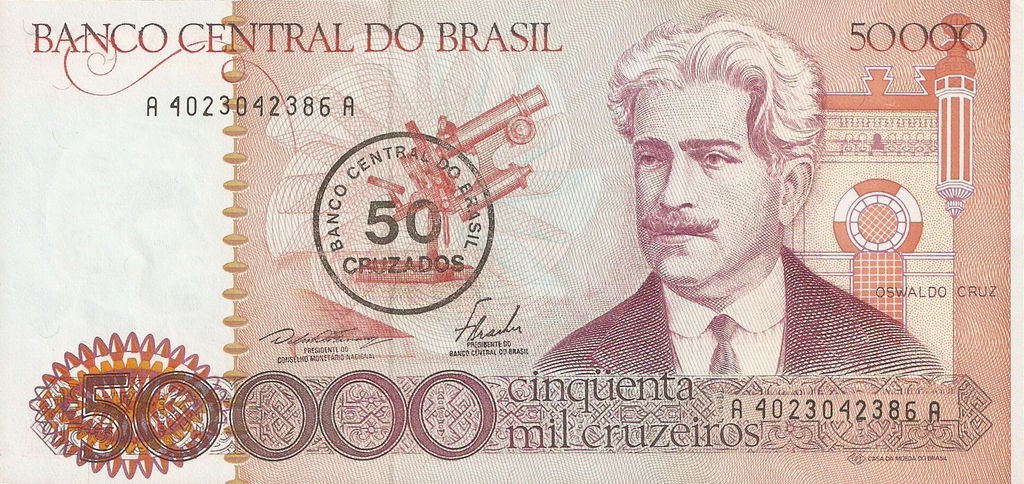
Un billete de 50

La fiebre amarilla es erradicada de Río de Janeiro. El Dr. Oswaldo Cruz recibe la medalla de oro del 16.º Congreso de Higiene y Demografía de Berlín, en 1907, y a su regreso a Brasil, es recibido como un héroe nacional. 
Desde 1908, el antiguo “Instituto Sueroterapéutico Nacional”, llevó el nombre definitivo de Instituto Oswaldo Cruz, del cual fue director general. 
También en 1908 conoce al Dr. Carlos Chagas, quien descubre el parásito de lo que hoy conocemos como Mal de Chagas, al cual denomina con el nombre de Trypanosoma Cruzi en honor al Dr. Oswaldo Cruz, quien fuera su maestro.
En 1986 el billete de 50.000,00 Cz$ (cincuenta Mil Cruzeiros) conocido como "El Sanitarista" lleva su imagen impresa. A partir de 1989 esos billetes pasarán a valer cincuenta centavos de Nuevos Cruzados.
En 2001 André Sturm realizó una película sobre Oswaldo Cruz, cuyo título “Sueños Tropicales”, está basado en la novela homónima de Moarcy Scliar. El papel del doctor fue interpretado por Bruno Giordano.
Un municipio del Estado de Sao Paulo lleva el nombre de Oswaldo Cruz.
En París, Francia, una calle lleva el nombre de Oswaldo Cruz en uno de sus barrios más elegantes, en el Distrito 16. 
Un barrio del norte de la ciudad de Río de Janeiro lleva también el nombre de Oswaldo Cruz.
Un buque hospital de la marina brasileña, fue denominado NAsH Oswaldo Cruz.
En Argentina, en la zona sur de la Ciudad de Buenos Aires, en el Barrio de Barracas, también existe una calle lleva el nombre de Oswaldo Cruz, reemplazando de este modo el nombre de Tres Esquinas (inspiradora del tango "Tres Esquinas" de Angel D Agostino y Angel Vargas).

## Revuelta de la Vacuna y Oswaldo Cruz
La llamada "Revuelta de la Vacuna" ocurre del 10 al 16 de noviembre de 1904 en la ciudad de Río de Janeiro, en Brasil.

### Antecedentes
En los inicios del siglo XX, la ciudad de Río de Janeiro era la capital federal de la República de Brasil. A pesar de poseer bellos palacetes y caserones, tenía graves problemas urbanos, y entre ellos destacaban: un sistema de suministro de agua potable muy deficiente, e insuficiente para toda la población de la ciudad, la recolección de la basura era precaria y existían barriadas demasiado pobladas. En este ambiente de poca higiene , proliferaban muchas enfermedades, como la tuberculosis, el sarampión, el tifus y la lepra. Se propagaban, sobre todo, grandes epidemias de fiebre amarilla, viruela y peste bubónica.
Decidido a sanear y modernizar la ciudad, el entonces Presidente de la República del Brasil Francisco Rodrigues Alves (1902 - 1906), dio plenos poderes al alcalde Francisco Pereira Passos y al médico Dr. Oswaldo Cruz para que ejecutaran un gran proyecto sanitario. El alcalde puso en práctica una amplia reforma urbana, que fue conocida como “Bota Abajo”, en razón de las demoliciones de los bellos edificios y barriadas, que darán lugar a las grandes avenidas, edificios y jardines. Millares de personas pobres fueron desalojadas a la fuerza, siendo obligadas a vivir en las serranías de la periferia de la ciudad.
Oswaldo Cruz fue llamado a asumir la Dirección general de Salud Pública, creando durante su gestión las mencionadas anteriormente “Brigadas Mata Mosquitos”, grupos de funcionarios del Servicio Sanitario que invadían las casas, para la desinsectación y exterminio de los mosquitos transmisores de la fiebre amarilla. Simultáneamente inició también la campaña de exterminio de ratas y ratones, considerados como los principales transmisores de la peste bubónica, esparciendo raticidas por la ciudad y mandando al pueblo a recoger la basura.

### La Revuelta Popular
Para erradicar la viruela, los sanitarios convencieron al Congreso para aprobar la “Ley de Vacuna Obligatoria” (31 de octubre de 1904), que permitía que la brigadas sanitarias, acompañadas por la policía, entraran a las casas para aplicar la vacuna por la fuerza a sus moradores. 
La población estaba confusa y descontenta. La ciudad parecía estar en ruinas, muchos perdían sus casas y otros tantos tuvieron sus domicilios invadidos por los mata mosquitos, los cuales llegaban acompañados por la policía. Grupos de oposición criticaban la acción del gobierno y hablaban de los supuestos peligros causados por la vacuna. Aparte de esto, el rumor de que la vacuna tenía que ser aplicada en las partes íntimas del cuerpo (que las mujeres se tenían que desvestir delante de los vacunadores), agravó la ira de la población, que entonces se rebeló.
La aprobación de la Ley de Vacuna fue el desencadenante de la revuelta: el día 5 de noviembre, la oposición creaba la “Liga contra la Vacuna Obligatoria”. Entre los días 10 y 16 de noviembre la ciudad se volvió un campo de batalla. La población exaltada robó tiendas, derribó e incendió los tranvías, arrancaron los rieles, los postes y atacaron a las fuerzas de la policía con piedras, palos y barras de hierro. El día 14 de noviembre los cadetes de la Escuela Militar de Playa Vermelha también se sublevaron contra las medidas tomadas por el gobierno federal.
La reacción popular llevó al gobierno a suspender la obligatoriedad de la vacuna y declarar el estado de sitio el 16 de noviembre. La rebelión fue contenida, dejando 30 muertos y 110 heridos. Centenares de personas fueron presas y muchas de ellas deportadas al Estado de Acre.
Al asumir el control de la situación, el proceso de vacunación fue reiniciado, erradicando en poco tiempo la viruela de la ciudad.